# Magnus Bahne
Magnus Bahne (Kaarina, 15 maart 1979) is een voormalig profvoetballer uit Finland, die speelt als doelman gedurende zijn carrière. Hij staat sinds 2011 onder contract bij de Finse club FC Inter Turku. Behalve in Finland speelde Bahne clubvoetbal in Zweden.

## Interlandcarrière
Bahne kwam twee keer uit voor de nationale ploeg van Finland. Hij maakte zijn debuut onder leiding van bondscoach Antti Muurinen op woensdag 23 februari 2000 in de vriendschappelijke wedstrijd tegen Estland (4-2-overwinning) in Bangkok, Thailand, net als verdediger Janne Hietanen (Vaasan PS).